# Estação Paranapiacaba
A Estação de Paranapiacaba é uma estação ferroviária localizada na histórica vila de Paranapiacaba, no município paulista de Santo André. Atualmente, é a estação final da Linha Luz ↔ Paranapiacaba, do Expresso Turístico da CPTM.

## História
A história da vila está intimamente ligada à construção da linha e da estação ferroviária. Paranapiacaba surgiu em 1862, inicialmente como alojamento para os construtores da ferrovia e posteriormente tornou-se o centro de controle operacional e residência para os funcionários da companhia inglesa de trens São Paulo Railway, estrada de ferro que fazia o transporte de cargas e passageiros entre o interior, a capital e o litoral paulista, em Santos. Em 1860, eram iniciadas a construção das primeiras edificações na vila, entre elas o pátio de operações do Sistema Funicular, oficinas e salas administrativas da estrada de ferro inglesa.
A primeira estação de Paranapiacaba, chamada de Estação do Alto da Serra, foi inaugurada oficialmente pela São Paulo Railway em 1867.
No ano de 1898, é erguida uma nova estação com madeira, ferro e telhas francesas trazidos da Inglaterra. Esta estação tinha como característica principal o grande relógio fabricado pela Johnny Walker Benson, de Londres, que se destacava em meio à neblina, comum nessa região serrana.

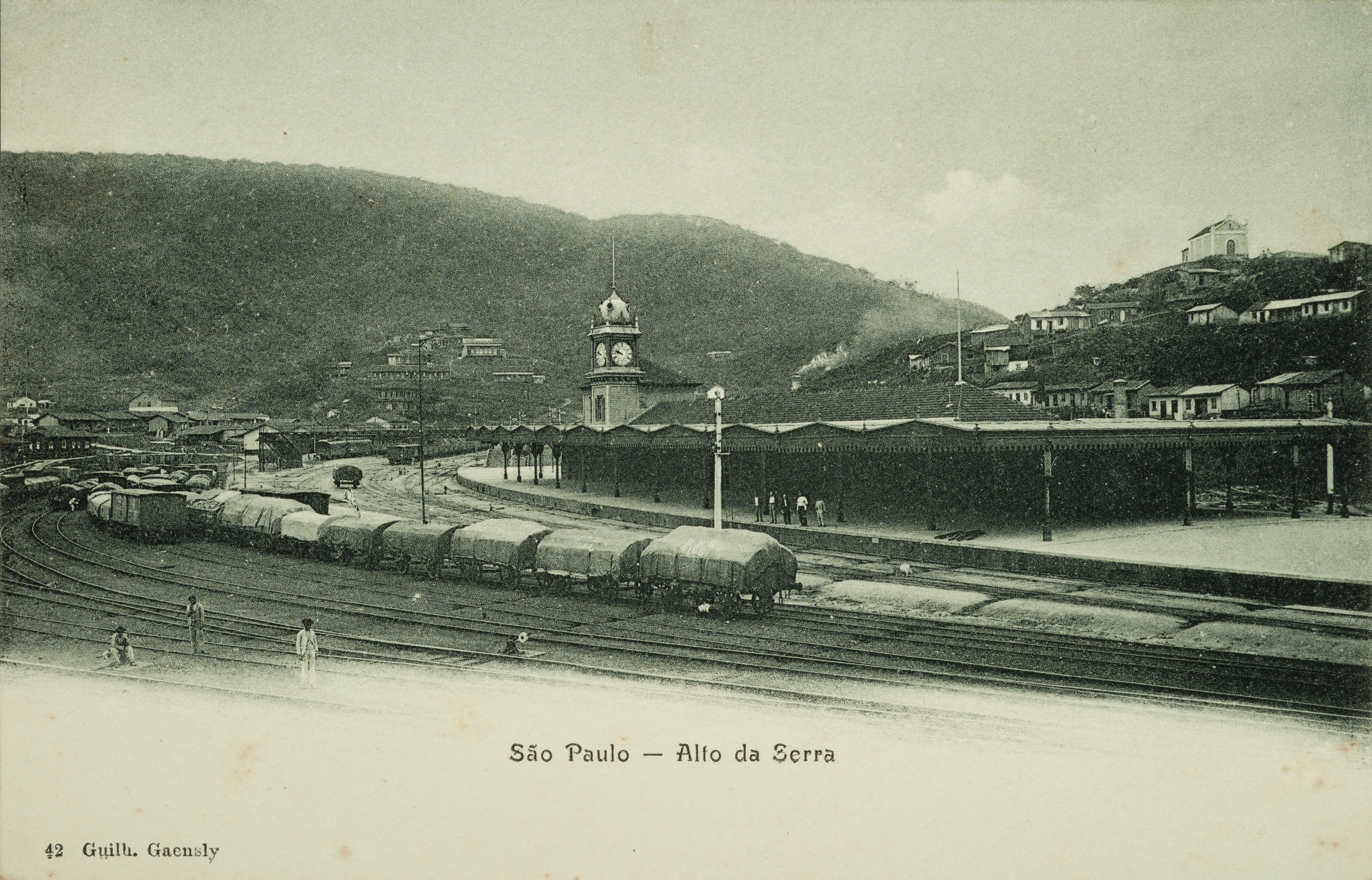
Estação "Alto da Serra", com o famoso relógio vindo da Inglaterra

Com o aumento do volume e peso da carga transportada, foi iniciada em 1896 a duplicação do Sistema Funicular, paralela à primeira, a fim de atender à forte demanda. Essa nova linha, também denominada de Serra Nova, era formada por cinco planos inclinados e cinco patamares. Os assim chamados novos planos inclinados atravessavam onze túneis em plena rocha, enfrentando o desnível de 796 metros que se iniciava no sopé da serra, em Piaçaguera no município de Cubatão. O traçado da ferrovia foi retificado e suavizado e ampliaram-se os edifícios operacionais. A inauguração deu-se em 28 de dezembro de 1901.
A primeira estação foi desativada e reutilizada, posteriormente, como cooperativa dos planos inclinados. A 15 de julho de 1945, a estação do Alto da Serra passa a se denominar estação de Paranapiacaba. Em 13 de outubro de 1946, a São Paulo Railway foi encampada pela União, criando-se a Estrada de Ferro Santos-Jundiaí.

No ano de 1977 a segunda estação foi desativada dando lugar à atual estação. O relógio foi transferido do alto da antiga estação para a nova base de tijolos de barro, na nova estação. Em 14 de janeiro de 1981, ocorreu um incêndio na antiga estação, destruindo-a completamente. O sistema funicular foi desativado em 1982.

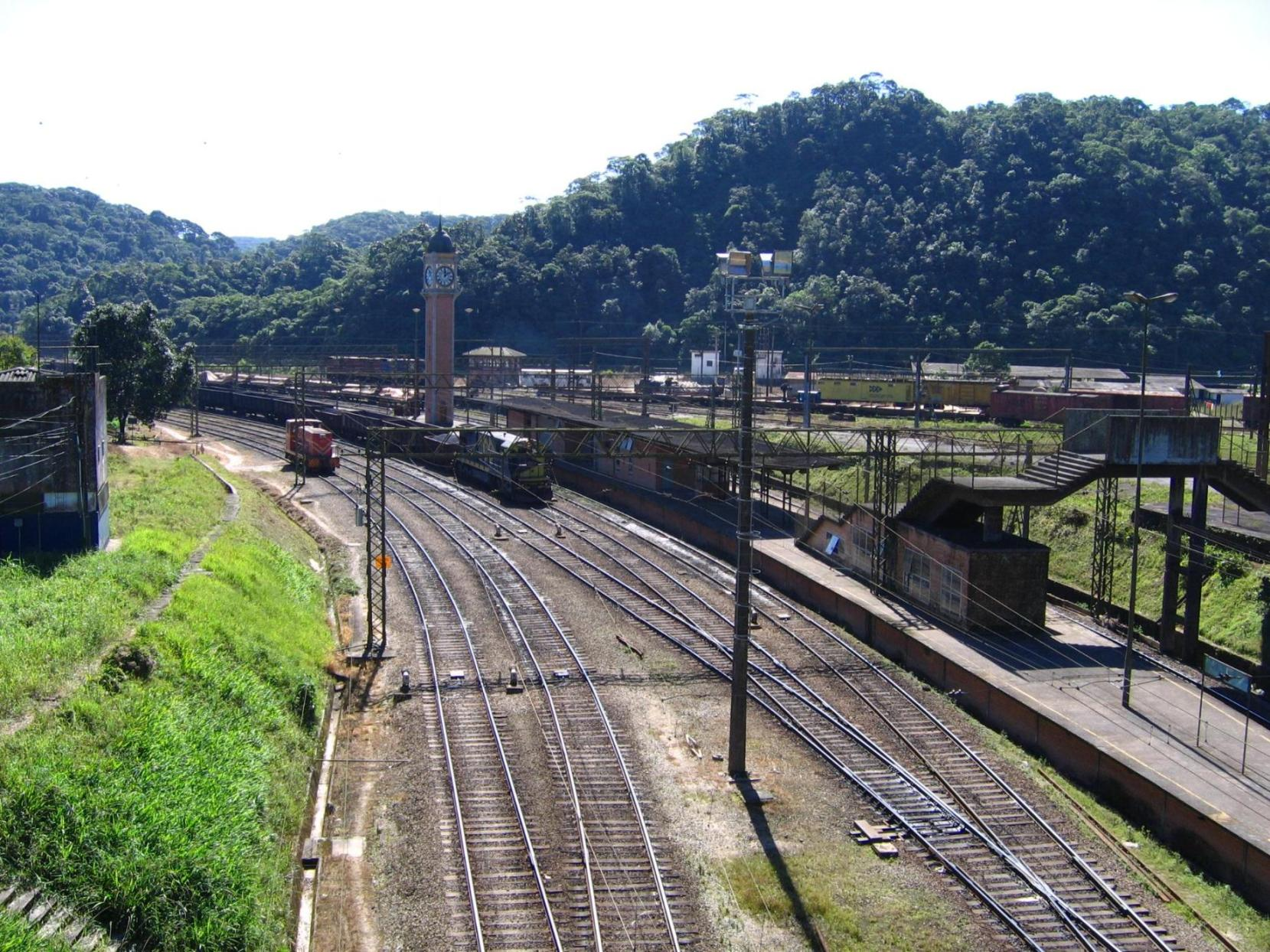
Pátio ferroviário de Paranapiacaba e a atual estação

Entre 1994 e 2001, Paranapiacaba era atendida pelos trens metropolitanos da CPTM, que para lá iam em diferentes horários, mas não tantos quantos os que chegavam a Rio Grande da Serra.

## Atualidade

### Patrimônio Histórico
Em 1987, a vila de Paranapiacaba foi tombada pelo CONDEPHAAT e em 2000 como Tesouro Cultural Mundial pelo World Monument Fund e desde 2002, é considerada Patrimônio Histórico Nacional pelo IPHAN (Instituto do Patrimônio Histórico e Artístico Nacional). Por ser a vila inglesa do Século XIX, mais bem preservada do planeta, há também um movimento para elevar a vila à Patrimônio Mundial da Humanidade, pela UNESCO, devido sua arquitetura típica e ao importante conjunto ferroviário, um dos melhores exemplos da tecnologia inglesa do século XIX.
Atualmente a antiga estação é utilizada apenas como pátio de manobras para vagões de carga pela MRS Logística, que detém a concessão do transporte de cargas da ferrovia. O local onde ficava a estação que foi queimada, faz parte do Museu Tecnológico Ferroviário do Funicular, mantido pela Associação Brasileira de Preservação Ferroviária.

### Estação Expresso Turístico
Em 21 de abril de 2017, foi inaugurada pela Prefeitura de Santo André, em convênio com o IPHAN, a nova estação do Expresso Turístico, que passou a funcionar na antiga Garagem das Locomotivas da ferrovia.. 
O local passou por um completo restauro do prédio, da rotunda de locomotivas e ganhou plataformas de madeira, assim os trens passaram a contar com um ponto de embarque e desembarque completamente coberto e acessível. Além da nova estação, uma construção próxima à garagem também foi restaurada e serve como espaço de apoio aos turistas.

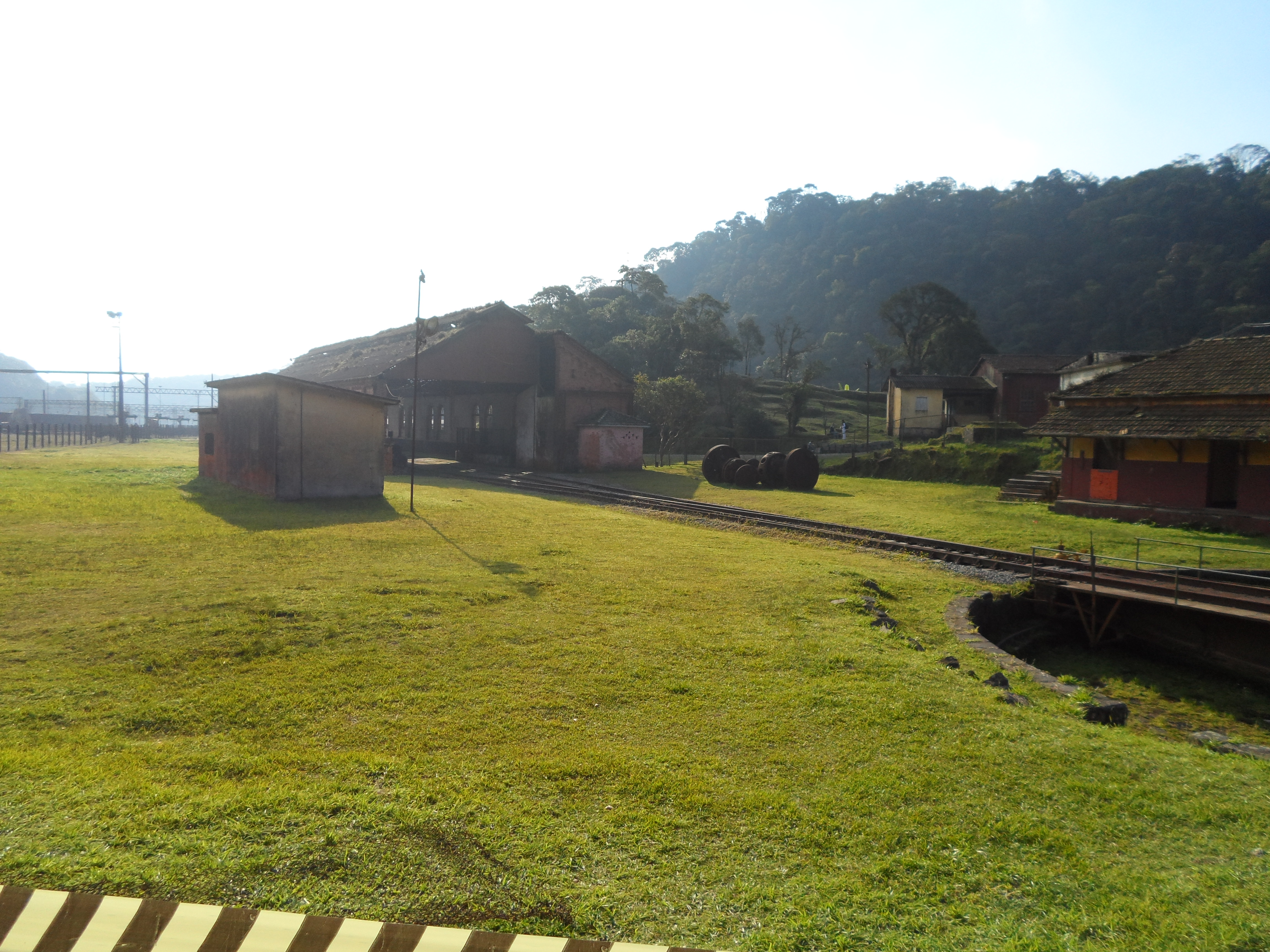
Antiga garagem de locomotivas antes da restauração
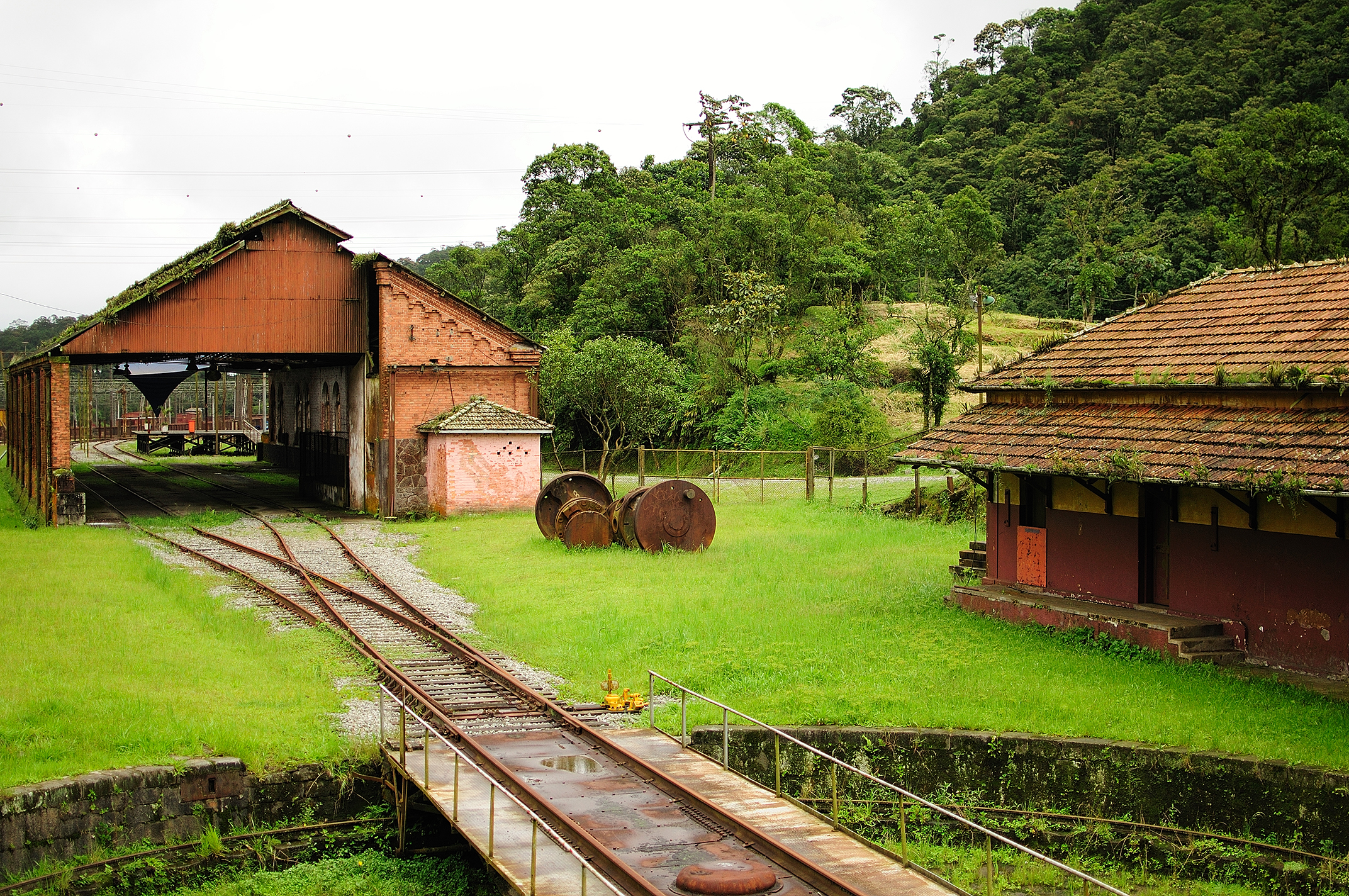
Rotunda antes da restauração
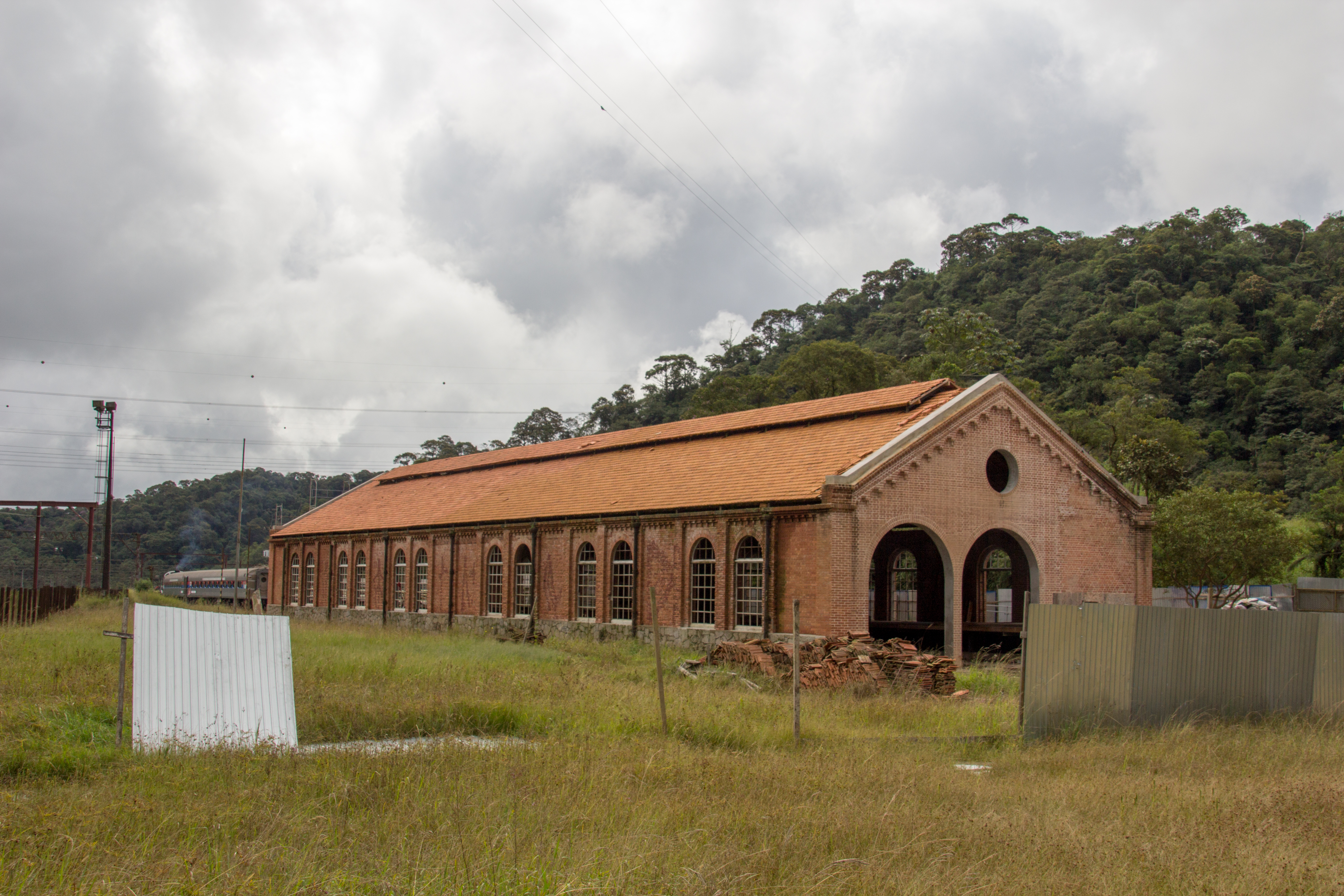
Prédio durante as obras
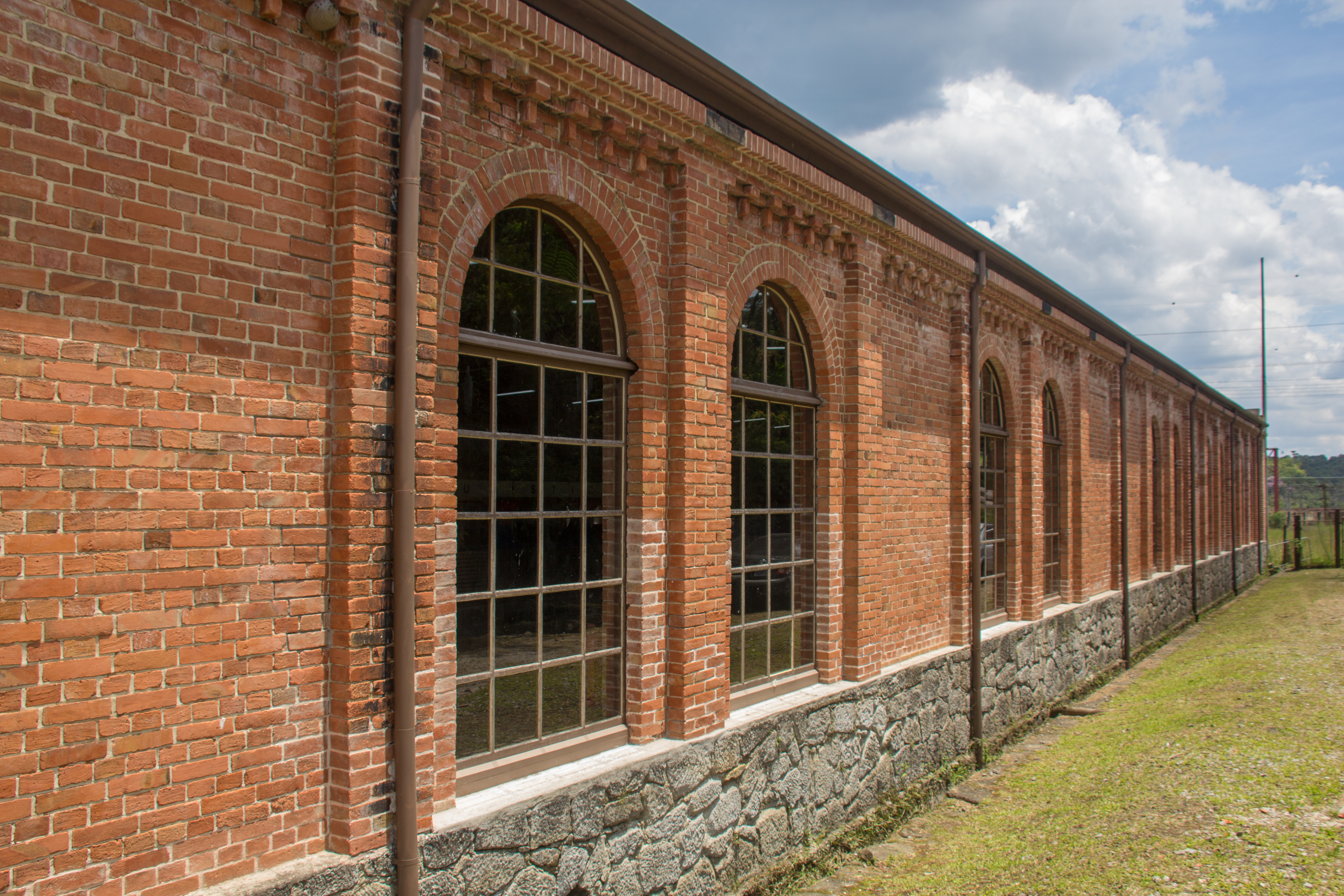
Revestimento externo da estação após restauração
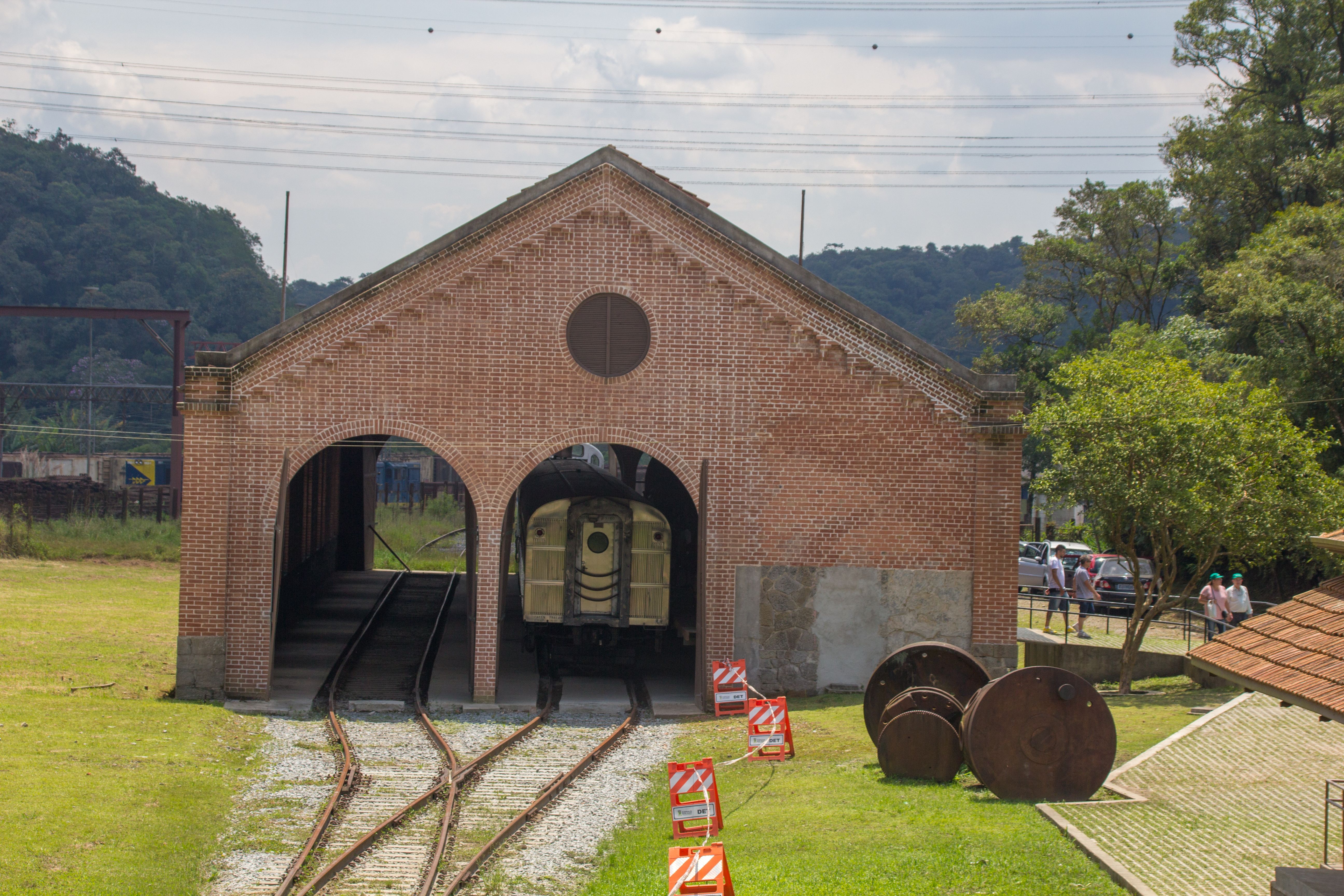
Antiga garagem de trens reformada para abrigar a estação do Expresso Turístico
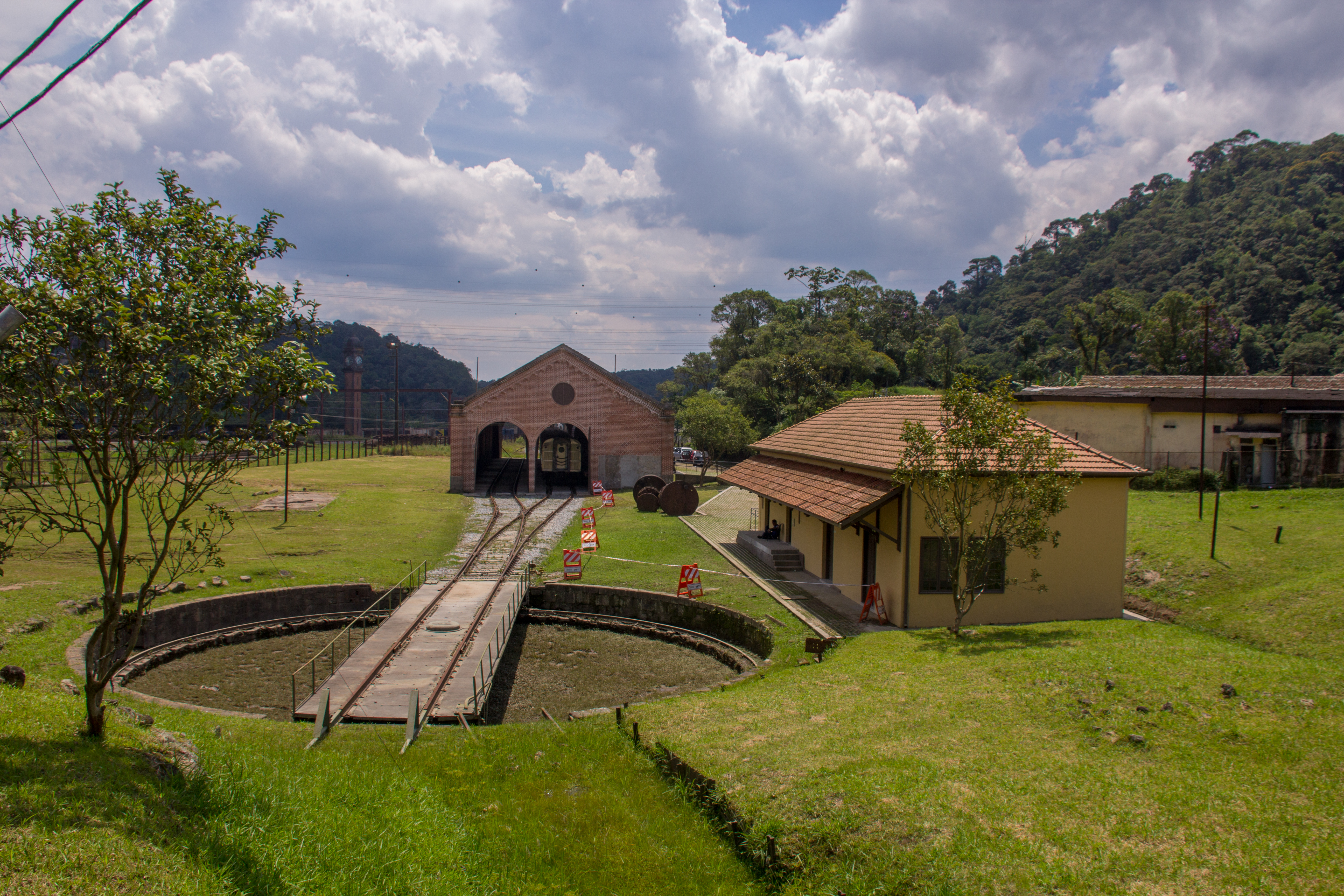
Rotunda de locomotivas em Paranapiacaba
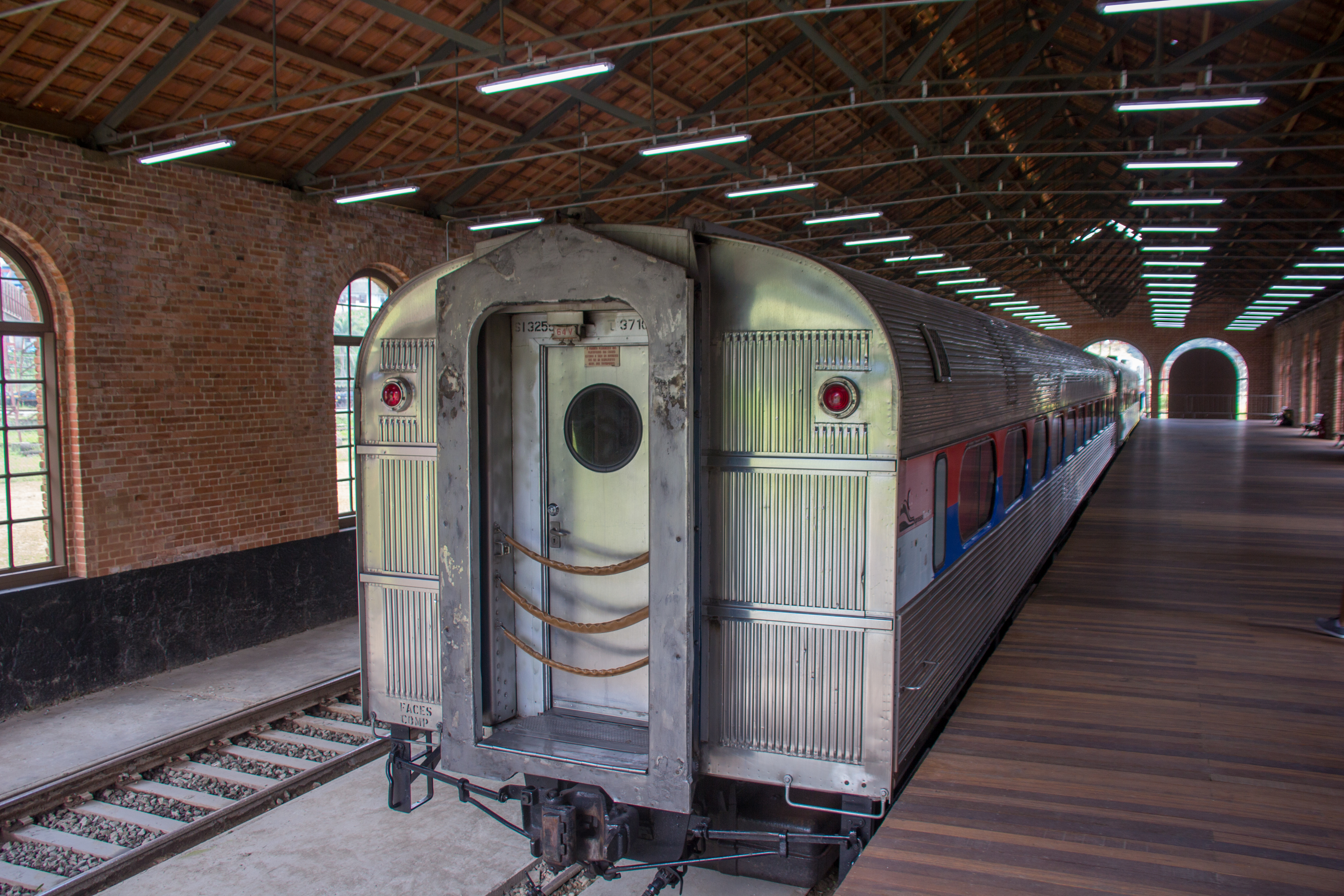
Nova plataforma dentro da estação
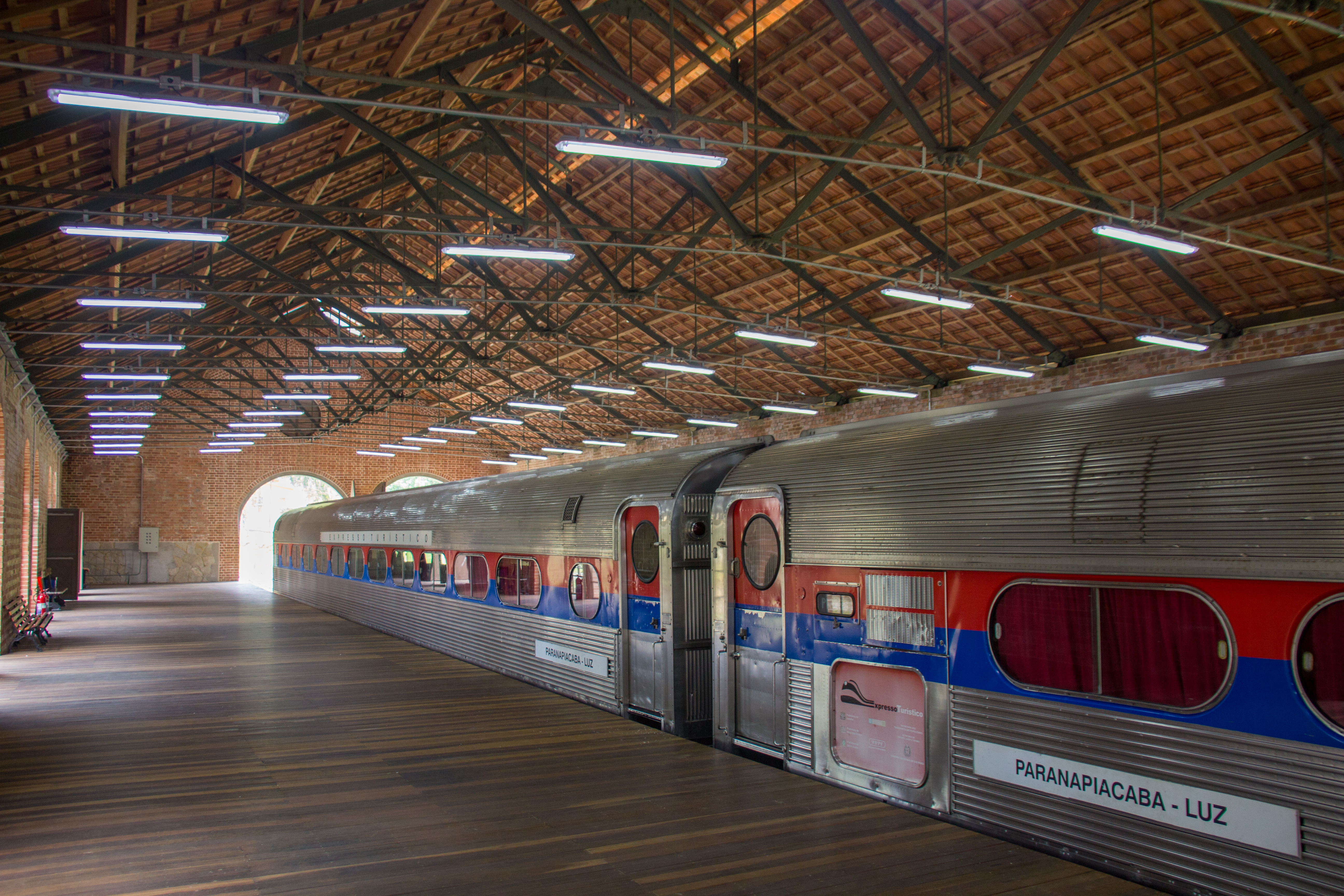
Composição na nova estação do Expresso Turístico em Paranapiacaba
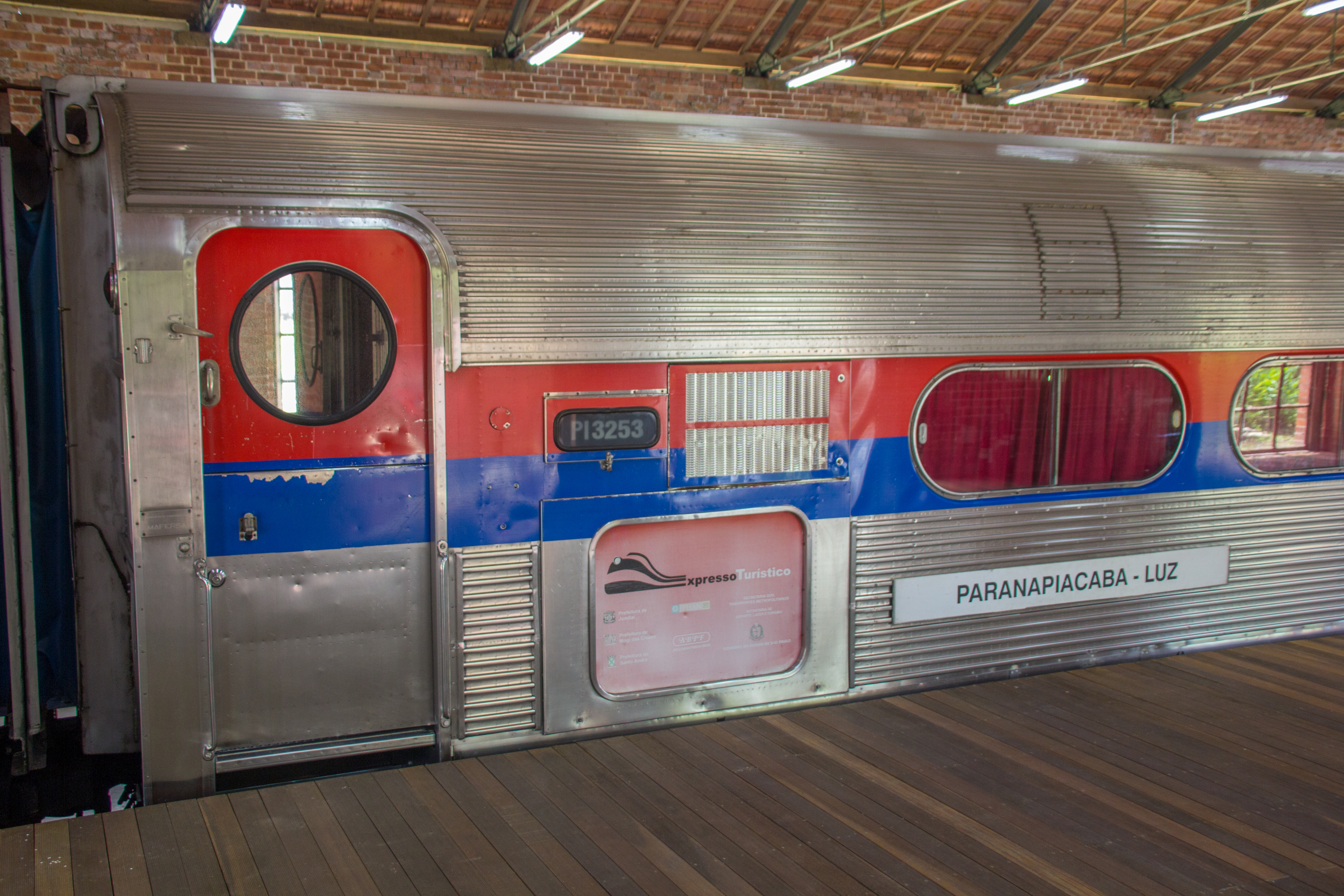
Vagão nas plataformas de Paranapiacaba

| Linha                                  | Terminais                                 | Estações | Principais destinos                   | Duração das viagens (min.) | Administração                                                                                                |
| -------------------------------------- | ----------------------------------------- | -------- | ------------------------------------- | -------------------------- | --- |
| Expresso Turístico Luz - Paranapiacaba | Estação da Luz ↔ Estação de Paranapiacaba | 3        | São Paulo, Santo André, Paranapiacaba | 90                         | São Paulo Railway (1867–1946), E.F. Santos-Jundiaí (1946–1975), RFFSA (1975–1994), Expresso Turístico (2009– |

## Diagrama da estação
|  | ↓ a ↓ |

|  | ↓ b ↓ |

|  | ↓ c ↓ |

|  | ↕ d ↕ |

| 1 |

|  | ↕ e ↕ |

|  | ↓ a ↓ |

|  | ↓ b ↓ |

|  | ↓ c ↓ |

|  | ↕ d ↕ |

| 1 |

|  | ↕ e ↕ |

|  | ↓ a ↓ |

|  | ↓ b ↓ |

|  | ↓ c ↓ |

|  | ↕ d ↕ |

| 1 |

|  | ↕ e ↕ |

|  | ↓ a ↓ |

|  | ↓ b ↓ |

|  | ↓ c ↓ |

|  | ↕ d ↕ |

| 1 |

|  | ↕ e ↕ |